# Roy Peterson
Pour les articles homonymes, voir Peterson.
Roy Eric Peterson, né le 14 septembre 1936 à Winnipeg et mort le 29 septembre 2013 à West Vancouver (à 77 ans), est un dessinateur caricaturiste de presse canadien, qui travailla pour The Vancouver Sun, entre 1962 et 2009.

## Biographie
Dans sa jeunesse, il étudie à la  Kitsilano Secondary School de Vancouver, ainsi qu'à la Vancouver School of Art. Il entame une collaboration de plus de quarante ans avec le quotidien The Vancouver Sun comme caricaturiste, à partir de 1962. En parallèle, il dessine pour l'hebdomadaire Maclean's. En 2009, il est contraint de quitter The Vancouver Sun.
Au cours de sa carrière, Peterson obtient sept fois le National Newspaper Awards pour récompenser son travail. Il est nommé Membre de l'Ordre du Canada en 2004.
Il meurt le 29 septembre 2013 à West Vancouver de complications liées à la maladie de Parkinson. Marié, il était père de cinq enfants.